# 福格特函数

Voigt U function

Voigt V function

福格特函数（Voigt functions；以德国物理学家沃尔德马·福格特的名字命名）是一种在天体物理学、等离子物理学、中子散射、激光光谱学等学科中常见的特殊函数，分为福格特U函数和福格特V函数两种，定义如下
{\displaystyle U(x,t)={\frac {1}{\sqrt {4*\pi *t}}}}{\displaystyle \int _{-\infty }^{\infty }}{\displaystyle {\frac {exp(-(x-y)^{2}/4t)}{1+y^{2}}}dy}

{\displaystyle V(x,t)={\frac {1}{\sqrt {4*\pi *t}}}}{\displaystyle \int _{-\infty }^{\infty }}{\displaystyle y{\frac {exp(-(x-y)^{2}/4t)}{1+y^{2}}}dy}

## 相關
- 中子截面
- 中子衍射技术
- 拉曼光譜學